# Ambrosia Parsley
Ambrosia Parsley, pseudonimo di Amber Parsley (Reseda, Los Angeles, 23 giugno 1971), è una cantautrice statunitense di musica alternative pop/rock.
Cominciò la sua carriera nel 1999 come cantante principale degli Shivaree accompagnata da Danny McGough (tastiera) e Duke McVinnie (chitarra) e, grazie alla loro canzone più famosa, "Goodnight Moon", utilizzata come colonna sonora del film Kill Bill Vol. 2, raggiunse il successo.

## Storia
Ambrosia Parsley ha pubblicato 4 album studio e 2 EP con gli Shivaree. Oltre al suo lavoro con gli Shivaree, Parsley è apparsa negli album di Mocean Worker, Enter the Mowo, e di Verbena, La musica negra, e ha preso parte a molti lavori di altri artisti.
In seguito allo scioglimento della band, avvenuto nel 2007, Ambrosia Parsley ha pubblicato gli album Weeping Cherry (2013) e Catskill Christmas (2017), e l'EP I Miss You. I Do con etichette indipendenti.

### Ambrosia Sings The News
Nell'aprile 2004, Ambrosia Parsley ha avviato un progetto per la stazione radio liberal Air America chiamato Ambrosia Sing the News — una canzone corta (sempre la stessa melodia), solitamente sotto il minuto o poco oltre, che tentava di contenere le notizie della settimana precedente. Circa 47-50 puntate di "Ambrosia Sing the News" furono trasmesse con qualche esibizione dal vivo. Lo show ebbe abbastanza successo, e un singolo chiamato "2004 (The Year In Review... For Anyone Who Can Bear the Mere Thought)" riassumeva esattamente ciò che il titolo suggerisce, e fu venduto esclusivamente tramite iTunes.

## Discografia

### Con gli Shivaree
Album in studio
- 1999 – I Oughtta Give You a Shot in the Head for Making Me Live in This Dump
- 2002 – Rough Dreams
- 2005 – Who's Got Trouble?
- 2007 – Tainted Love: Mating Calls and Fight Songs

EP
- 2000 – Corrupt and Immoral Transmissions
- 2004 – Breach

Singoli
- 2002 – After The Prince And The Showgirl
- 2005 – 2 Far
- 2007 – Cold Blooded

Videoclip
- 1999 – Goodnight Moon
- 1999 – Bossa Nova
- 2002 – John 2/14
- 2005 – I Close My Eyes
- 2005 – New Casablanca

### Album da solista
- 2013 - Weeping Cherry
- 2017 - Catskill Christmas

### EP
- 2012 - I miss you. I do

### Singoli
- 2010 - Rubble
- 2011 - The Other Side